# Адольф Мошинський
Адольф Мошинський (*1843, Доні-Міхоляц, Австро-Угорщина — † 18 липня 1907, Загреб) — хорватський дворянин, міський голова Загреба з 1892 по 1904 роки.
Народився в місті Доні-Міхоляц у 1843 році в дворянській родині.
Будучи очільником міста впродовж трьох термінів поспіль, Адольф Мошинський встановив рекорд перебування на посаді міського голови Загреба, який досі залишається непорушеним. Одним з найважливіших досягнень А. Мошинського стало будівництво каналізаційної системи Загреба (раніше в місті не існувало каналізації) і перетворення струмка Медвешчак (Crikvenik) в підземний канал. За період його роботи на посаді мера, Загреб збільшився в розмірах на 30 відсотків. За часів головування Мошинського в Загребі було збудовано багато відомих нині туристичних пам'яток, зокрема таких як Хорватський національний театр. Завдяки зусиллям Мошинського в Загребі було введено в дію міське таксі. Адольф Мошинський став першим пасажиром водія Тадія Бартоловича в 1901 році.
Помер 18 липня 1907 року в Загребі.